# 安阳桥
安阳桥，位于中华人民共和国天津市滨海新区中心商务区，东连于家堡金融区，西接响螺湾商务区，上跨彩带公园和于翔文化旅游区景观林。设计全长304米，双向6车道。因该桥上游新河船厂搬迁停滞以及影响通航等问题停工十余年。2024年8月，滨海新区区委在答复市民问询时表示，天津经济技术开发区正在积极协调各方共同推动安阳桥项目复工建设方案。2024年9月，安阳道跨海河大桥工程桥梁拆除，将改建为开启式桥梁，预计2026年启用。